# Dobó Sándor (színművész)
Dobó Sándor, 1918-ig Scheiber Sándor (Csabrendek, 1855. szeptember 1. – Győr, 1923. december 5.) színész, színigazgató.

## Élete
Scheiber Adolf és Horvát Sarolta fiaként született zsidó családban. 1873-ban érettségizett a Szombathelyi Katolikus Főgimnáziumban. Tanulmányait a Budapesti Tudományegyetem Jog- és Államtudományi Karán folytatta. 1875–76-ban mint önkéntes katona teljesített szolgálatot. 1878-ban részt vett a boszniai okkupációban. Apja halála után, 1880-tól vándorszínész társulatokhoz szegődött. Kecskeméten kezdte pályáját Lászy Vilmosnál. 1881-ben Lászy Vilmos és Nyéki János, 1882 és 1884 között Sághy Zsigmond, 1885-ben Pesti Ihász Lajos, 1886-ban Báródi Károly, 1887-ben Nagy Vince; 1888-ban Somogyi Elek társulatában folytatta színészi pályafutását. Mielőtt még igazgató lett, Komjáthy János társulatához szerződött Debrecenbe, később itt titkári teendőket látott el. Komikus és operett szerepekben lépett föl. 1889-től színigazgató lett Kecskeméten (Pesti Ihász Lajossal a kecskeméti színházat bérelte), ezek után önálló társulattal járta az országot (1892: Zenta, 1893: Besztercebánya, 1895: Székesfehérvár). 1897 és 1901 között Győrben színházigazgató volt. Rózsahegyi Kálmán a színiakadémia elvégzése után 1892-ben színészi pályáját Dobó Sándor társulatánál kezdte el. 1905-ben nyugdíjba vonult, és a Győri Vagongyár tisztviselője lett. 1913-ban a győri törvényhatósági bizottsági taggá választották.
Felesége Rottenberg Matild (1866–?) színésznő volt, Rottenberg Lázár és Berkovics Róza lánya, akit 1881. október 18-án Sátoraljaújhelyen vett nőül.

## Főbb szerepei
- Arthur Sullivan – William Schwenck Gilbert: A mikádó – Koko
- Hervé: Nebáncsvirág – Loriot
- Ganghofer–Brociner: A valeni nász – Barbu
- Follinusz A.: Náni – Kreuczer Mihály